# Parawrightia robusta
Parawrightia robusta is een hydroïdpoliep uit de familie Bougainvilliidae. De poliep komt uit het geslacht Parawrightia. Parawrightia robusta werd in 1907 voor het eerst wetenschappelijk beschreven door Warren. 